# Hare Krišna
Gibanje Hare Krišna je popularno ime za Mednarodno društvo za zavest Krišne (v izvirniku International Society for Krishna Consciousness, ISKCON), vajšnavsko versko skupnost, ki izvira iz hinduizma. Čeprav Hare Krišno nekateri uvrščajo med nova verska gibanja, temelji njena osnovna filozofija na nekaj tisoč let starih spisih kot sta Bhagavad-gita in Šrimad Bhagavatam. Značilnosti gibanja in njegove kulture segajo v Indijo poznega 15. stoletja.
Gibanje ISKCON je leta 1965 na temeljih višnuizma osnoval indijski menih Šrila Prabhupada, da bi v zahodnem svetu vpeljal kulturo zavesti Krišne s prakticiranjem bhakti-joge, pri kateri sodelujoči usmerijo svoje misli in dejanja tako, da ustrežejo »vsevišnjemu« gospodu, Krišni (bogu).

## Izvor religije
V letu 1965 je v ZDA iz Indije pripotoval skoraj sedemdesetletni menih Šrila Prabhupada in sam začel ustanavljati svetovno zvezo preko sto templjev, komun, farm in tako imenovanih izobraževalnih inštitutov. Od samega začetka je ISKCON stalno pridobival člane, danes pa je poznan po vsem svetu.
Kljub temu da je bilo gibanje Hare Krišna na Zahodu uveljavljeno samo zadnji dve desetletji,  se njegove korenine raztezajo v tisoče let staro preteklost Indije. Življenjski stil in filozofska prepričanja so osnovani na prastarih spisih poznanih kot Vede.
Vede so se izvorno ohranjale z ustnim izročilom, v sanskrtu pa so bile zapisane pred 5000 leti. Njihov sestavljavec, Gospod Vyasadeva, je delo razdelil na več razdelkov o materialnem in duhovnem znanju, ter posamezne razdelke poveril svojim učencem . Na ta način so se spisi razvili v štiri osnovne Vede, ki so dopolnjene z Vedanta Sutro, 108 Upanišadami in 18 Puranami, poznanimi pod  skupnim imenom »Peta Veda«. Zaključek Ved, Bhagavat Purana ali Šrimad Bhagavatam vsebuje v 18.000 verzih bistvo (povzetek) vedske modrosti. Dve nadaljnji deli sta epski in sicer – Mahabharata, ki vsebuje tudi dobro znano Gospodovo pesem – Bhagavat Gito in zgodba o Gospodu Rami, kot je povedana v Ramajani.
Proces opisan v Vedah je proces postopnega vzdigovanja do stopnje realizacije (spoznanja) Boga. Vedska modrost je bila nato skrbno ohranjevana in je skozi stoletja sestopala po učiteljskem mediju »guru paprampara« t.j nasledstvu učencev  samo-spoznanih duhovnih učiteljev in njihovih učencev.
V začetku 16. stoletja se je v Indiji zgodil duhovni preporod. Vodil ga je vedski filozof, mistik in svetnik gospod Caitanya (1486-1534). Izzval je religiozne voditelje svojega časa, za katere je čutil, da so dušili nauke vedskega znanja. Samo kastno zavestni duhovniki so imeli dostop do Ved in ti so smatrali, da je duhovno življenje prednostna pravica izobražene manjšine. Religijo je jemal iz templjev in  med ljudmi, ne glede na njihovo kasto, propagiral predanost Gospodu Krišni ter tako začel množično gibanje, ki je zajelo Indijski  podkontinent ter si pridobilo  na milijone privržencev. Gibanje Hare Krišna je poskus, da bi prastaro modrost Puran in Upanišad skozi praktičen nauk gospoda Caitanye izrazili izven Indije.

## Povezava s hinduizmom
Vede so svete 600 milijonom članov (pripadnikov) hinduizma, tretje največje religije na svetu. O Bhagavat Giti tj. Gospodovi pesmi, ki je eden od bistvenih tekstov gibanja Hare Krišna, se često govori kot o Bibliji hinduizma. Vendar hinduizem ne opisuje samo ene monolitne religije, pač pa širok spekter različnih duhovnih poti, ki so sledile svoj izvor v določenih oddelkih Ved. Najstarejša in najbolj povezovalna od vedskih tradicij je morda monoteistična sanatana dharma (večna predpisana dolžnost), večni nauk oziroma nauk akademsko poznan kot vajšnavizem.

## Nauki gibanja
Često se domneva, da je končni cilj indijske duhovnosti nirvana, izbrisanje individualnega obstoja in istočasno vsrkavanje(zlitje) v brezlični (brezosebni) Absolut. Bhagavat Gita uči, da je to samo predhodna stopnja samospoznanja. Za tem je prebujenje dušine večne zavesti o Krišni, osebni obliki absolutne resnice. Kratko povedano, Gita razlaga kot sledi:
1. Ljudje niso telesa pač pa večna duhovna duša (atman), del in delčki Boga (Krišne). Čeprav so po svojem bistvu duhovni (brahman), so začasno pozabili svojo pravo identiteto.
2. Ker so ljudje izgubili stik s svojo izvorno, čisto zavestjo, se trudijo, da bi dosegli stalno srečo v tem začasnem svetu. Ti naši poizkusi proizvedejo karmične reakcije, ki povzročijo, da ostanejo v tem svetu (materialnem), ponavljajočega se rojevanja in smrti (samsara).
3. V kolikor se iskreno učimo in sledimo avtentično duhovno znanost (dharma) pod vodstvom samospoznanega duhovnega učitelja, se lahko osvobodimo strahu in pridemo še za časa tega življenja na stopnjo čiste, blažene razsvetljenosti.
4. Krišna je večen, vseveden, povsod prisoten, najmočnejši in najprivlačnejši. On je oče, ki daje seme vseh živih bitij in energija, ki vzdržuje celotno kozmično kreacijo.
5. Naš uspavan odnos s Krišno se lahko ponovno obudi s prakticiranjem bhakti-joge, vedo o poduhovljenju vseh človeških aktivnosti tako, da jih posvetimo Vsevišnjemu. Ta prastari sistem joge nas postopno osvobaja od zapletenosti v karmo, ter s tem kroga rojstva in smrti.

Bhagavad-gita izjavlja, da se življenje ne začne z rojstvom in ne konča s smrtjo, pač pa govori o reinkarnaciji. Življenje naj bi bilo po Giti večno, duša pa se stalno seli iz enega telesa v drugo glede na njene želje in kvaliteto aktivnosti (karmo). Vede dalje razlagajo, da se duša v tem materialnem svetu premika skozi ciklus 8.400.000 oblik življenja, a da je človeška oblika edino rojstvo, ki ponuja možnost samospoznanja.  Življenjske vrste nižje od človeške niso obdarjene z dovolj inteligence, da bi razumele, da je jastvo različno od telesa.

## Meditacija in petje
Člani gibanja Hare Krišna prakticirajo meditacijo z mantro. V sanskrtu »manas« pomeni »um« in »tra« pomeni »osvobajati«. Tako je mantra kombinacija zvokov: zvočna vibracija, katere namen je um osvoboditi strahov, ki izvirajo iz posvetne vpletenosti. Vedska literatura primerja um z ogledalom, sedanje stanje duhovne pozabe pa z ogledalom na katerem se je nabral prah. Mantra-meditacija (mantranje), po Vedah, čisti prah z ogledala uma tako, da lahko vidimo izvorno jastvo. Ko je duhovna narava notranje dojeta (zaznana), strahovi povzročeni z iluzijo prenehajo in ljudje doživljajo duhovno srečo.
Člani in simpatizerji Mednarodnega društva za zavest Krišne pojejo mantro Hare Krišna: Hare Krišna, Hare Krišna, Krišna, Krišna, Hare, Hare; Hare Rama, Hare Rama, Rama, Rama, Hare, Hare zato, ker jo Vede poimenujejo kot maha mantro oziroma »Velika mantra«. Ta mantra iz šestnajstih besed se v tej dobi posebno priporoča, kot najlažja metoda za samospoznavanje.
Krišna je sanskrtsko ime Boga in pomeni »vseprivlačen«, drugo ime Rama pomeni »rezervoar zadovoljstva«, božanska energija Gospoda pa se naslavlja s Hare. Vedsko znanje uči, da glede na to, da smo stalni služabniki Boga, petje njegovih imen ni umetno obremenjevanje uma, pač pa je tako naravno kot klic otroka po materi. Obstajata dva načina petja maha-mantre. Posameznik lahko poje v skupini (kirtan) ali pa mantra tako, da mantro mehko govori sam sebi (japa). Japa-meditacija se izvaja tako, da se uporabi vrvico (molek) s 108 lesenimi molitvenimi kroglicami za povečanje koncentracije. Medtem, ko se pojejo imena Krišne, se štejejo lesene kroglice. Za obe metodi ni strogih in trdnih pravil.
Bhakte Krišne na javnih mestih pogosto izvajajo sankirtan s petjem ob spremljavi glasbenih inštrumentov tako, kakor je pred 500 leti to uvedel Gospod Caitanya. Po njihovem prepričanju to pomeni, da svojo duhovno realizacijo delijo z drugimi. Sam ustanovitelj ISKCON je svoje zgodnje učence organiziral v uradno družbo z namenom, da bi učili druge. 

## Štirje procesi
Ljudje, ki se ukvarjajo s prakticiranjem nauka tega gibanja, upoštevajo štiri enostavne procese:
Branje (šravanam)
Branje člane po prepričanju oskrbuje z intelektualnim zadovoljstvom, ki je bistveno za razvijanje vere v duhovno prakso. Brez razumljive filozofske teorije lahko vsaka religiozna tradicija postane sistem neutemeljenih prepričanj in obredov. Logične odgovore na globoka vprašanja, kot tudi nove ideje in koncepte, člani najdejo v vedski literaturi, npr. v Bhagavad-giti.
Knjige gospoda Prabhupade, ki jih je napisal v obdobju dvajsetih let so prevodi in komentarji indijske brezčasne duhovne klasike. Njegovi spisi obsegajo celovit tečaj študija bhakti joge in so osnova duhovnega življenja članov Hare Krišna gibanja po vsem svetu.
Študij se po navadi začne z Bhagavad-gito, Isopanišad, Šrimad Bhagavatamom in Naukom Gospoda Caitanye. Člani študirajo najmanj 5 minut dnevno in si za to izberejo mirni del dneva, ko lahko nevznemirjeno berejo.
Petje (kirtanam)
Recitiranje mantre Hare Krišna naj bi bilo bistveni proces v zavesti Krišne. Za individualno petje (japa) porabijo člani od 10 minut do 2 uri dnevno. Ko enkrat odpojejo mantro Hare Krišna za vsako od 108 kroglic, se to imenuje »krog«, pojejo pa med enim in šestnajstimi krogi dnevno. Petje se izvaja sede ali med hojo, vendar običajno zjutraj.
Po mnenju gibanja bo vsakdo, ki poje iskreno in spoštljivo izgovarja besede ter jih pazljivo posluša, postal miren in doživel občutek sreče. Tisti, ki s procesom nadaljuje, pa naj bi napredoval v tehniki mantra meditacije in užival ob prebujanju dušinih naravnih, izvirnih kvalitet: večnosti znanja in blaženosti.
Spominjanje (smaranam)
Cilj zavesti Krišne je kultivirati stalen tok prebujenega stanja v katerem se spominjamo naše duhovne identitete in odnosa s Krišno. Tako vajšnava začne dan s kombinacijo aktivnosti, ki pomagajo duhovno osredotočiti um. Zgodaj vstane, se tušira, izvaja japa meditacijo in študira, kar vse očiščuje um zaspanosti in ustvarja tako duhovno stanje, ki je primerno za duhovno napredovanje preko celega dneva.
Vedska literatura uči, da bi nas morale naše dnevne aktivnosti voditi k temu, da bi razvili dragocene osebne kvalitete kot so: miroljubnost, tolerantnost, iskrenost in usmiljenje. Da bi to dosegli so člani sprejeli regulativne principe kot je vegetarijanstvo, tako da celo najbolj osnovna dejavnost hranjenja postane sestavni del duhovne poti.

## Vegetarijanstvo
Vedski spisi vzpostavljajo nenasilje (ahimsa) kot etično osnovo vegetarijanstva. Glede na Vede je Bog Vrhovni Oče vseh živih bitij in ne samo ljudi. Tako se, po Vedah, ubijanje nedolžnih živali enači z ubijanjem brata ali sestre.
Bhakte Hare Krišna se držijo zdrave diete, ki izključuje meso, ribe in jajca. Po mnjenju pristašev to, da rastlini vzamemo življenje, povzroči mnogo manjšo bolečino od tiste pri visoko občutljivih živalih kot je krava ali tele.
Po zakonu karme, naravnem zakonu akcije in reakcije, morajo človeška bitja trpeti za vsako ubijanje, ki je proti Gospodovim zakonom. Iz tega razloga, kakor tudi zato, da pokažejo priznavanje in spoštovanje do Vrhovnega Lastnika in oskrbovalca vse hrane, bhakte pripravljajo vegetarijanske obroke kot predano žrtvovanje Krišni. Tako poduhovljena hrana se imenuje prasadam (milost Krišna), ki se jo lahko polno uživa brez skrbi, da kršimo zakone narave.

## Videz
Nekateri bhakte Hare Krišna so videti kot budistični menihi. Obrite glave in oranžna oblačila v resnici datirajo iz časov pred budizmom. V vedski kulturi je oseba oblečena glede na njen duhovni položaj. Enostavne obleke, čeprav so zunanji izraz, so se po tradiciji nosile, da so pomagale kultivirati usmiljenje in svobodo v nasprotju z ničevostjo. Zaradi vzdrževanja tega načina razmišljanja je gibanje Hare Krišna obdržalo določene elemente vedske tradicije kjerkoli so bili praktični. Sledeč te principe ženske v Hare Krišna gibanju nosijo tradicionalne sarije medtem, ko moški nosijo oblačila poznana kot dhoti.
Mladeniči, ki so napredovali in se držijo celibatnega načina študentskega življenja in se tako urijo za menihe, nosijo žafranasto obarvana oblačila, poročeni moški pa bela. Večina se odloči, da si obrije glavo in zadaj pusti le en sam pramen las, ki se imenuje sikha. To storijo v znamenju odpovedi in predaje Krišni, kakor tudi zaradi čistoče in preprostosti. V »U« oblikovani znak na čelu, poznan kot tilak, je narejen iz gline iz svete reke v Indiji. Skupno s temi asketskimi praksami, se bhakte polno predani Krišni, če prebivajo v tempeljski skupnosti ali ne, vzdržujejo vseh vrst intoksinacije, iger na srečo in nimajo spolnih odnosov izven zakona.